# Cliff Parker
Henry Clifford „Cliff“ Parker (* 6. September 1913 in Denaby; † Januar 1983 auf der Isle of Wight) war ein englischer Fußballspieler. Als Linksaußen des FC Portsmouth schoss er im Jahr 1939 zwei Tore zum 4:1-Finalsieg im FA Cup und war rund zehn Jahre später im erweiterten Kader der Mannschaft, die 1949 und 1950 zwei englische Meisterschaften in Serie gewann.

## Karriere

### Beginn der Laufbahn (1931–1933)
Der in Denaby geborene Parker begann Fußball in seiner Schule in der Stadt Mexborough zu spielen und schloss sich dann Mexborough Athletic in der Midland League an. Dort fiel er im Alter von 17 Jahren als Torschütze gegen seinen Heimatklub Denaby United auf und nach einem Wechsel zu Denaby heuerte er auf Amateurbasis im August 1931 beim Drittligisten Doncaster Rovers. Im folgenden Jahr unterzeichnete er in Doncaster einen Profivertrag und in der ersten Profisaison 1932/33 waren seine sieben Tore mitentscheidend für eine Verbesserung auf den sechsten Abschlusstabellenplatz. Als er sich zu Beginn der anschließenden Spielzeit 1933/34 weiter durch gute Leistungen auszeichnete und vier Tore in den ersten Monaten
schoss, wechselte er im Dezember 1933 zum Erstligisten FC Portsmouth, womit Doncaster die klamme Finanzsituation etwas ausbessern konnte.

### Sportlicher Durchbruch in Portsmouth (1933–1939)
In der von Jack Tinn betreuten Mannschaft machte der junge Flügelspieler auf Anhieb einen guten Eindruck und bei seinem Debüt am Boxing Day schoss er das entscheidende Tor zum 1:0-Sieg gegen den FC Liverpool. Nur vier Tage später folgte ein weiterer Treffer beim 2:0-Erfolg gegen Newcastle United, aber in der Folgezeit konnte er die vielversprechenden Ansätze nicht mehr bestätigen, so dass er für den Rest der Saison in die Reservemannschaft degradiert wurde. So war er auch nicht Teil der Mannschaft, die das Finale im FA Cup mit 1:2 gegen Manchester City verlor. In der folgenden Spielzeit 1934/35 übernahm Parker sukzessive den Stammplatz als Linksaußen von Sep Rutherford, der wiederum im Pokalendspiel noch den zwischenzeitlichen Führungstreffer erzielt hatte. Parker schoss in der Schlussphase der Saison fünf Tore, aber obwohl sich „Pompey“ rund um den treffsicheren Mittelstürmer Jack Weddle (24 Ligatore) noch relativ offensivstark zeigte, war der vierzehnte Rang am Ende enttäuschend. Nach einem weiteren Jahr im Mittelfeld, in der sich Parker mit neun Treffern zum vereinsintern zweitbesten Torschützen hinter Weddle aufschwang, etablierte sich dieser nunmehr vollends als Stammspieler. In den folgenden drei Jahren zwischen 1936 und 1939 absolvierte er alle 126 Ligapartien und in der Saison 1936/37 war er mit gerade einmal zwölf Toren Toptorjäger des FC Portsmouth. In seiner Spielweise zeichnete er sich häufig dadurch aus, dass er sich den Ball aus der Defensive holte und anschließend den gegnerischen Verteidiger austrickste. Ebenfalls berühmt war er für seine zielgenauen Flanken.
In einer Mannschaft, der zunehmend die Torgefahr abhandenkam – der in die Jahre gekommene Weddle konnte erst ab 1937 durch Jim Beattie sowie später John Anderson adäquat ersetzt werden – blieben die Erfolge in der Liga weiter rar. Für den nächsten Höhepunkt sorgte in der Saison 1938/39 wieder der FA Cup. „Pompey“ hatte dabei Glück bei den Auslosungen und trat vor dem Halbfinale stets zu Heimspielen an. Das Semifinale wurde gegen Huddersfield Town nach 0:1-Rückstand noch glücklich in der letzten Viertelstunde in ein 2:1 umgewandelt und im Endspiel trat Parker mit Portsmouth gegen die favorisierten Wolverhampton Wanderers an. Hier besorgte Parker gleich zwei Treffer zum zwischenzeitlichen 3:0 (als Abstauber nach einem Schuss von Bert Barlow) und zum 4:1-Endstand (per Kopf nach Flanke von Fred Worrall). Wenige Monate später brach der Zweite Weltkrieg aus und aufgrund der langjährigen Unterbrechung des offiziellen Spielbetriebs konnte Parker in seiner „Blütephase“ keinen weiteren sportlichen Highlights mehr nachgehen. Dessen ungeachtet absolvierte er nach Torhüter Harry Walker während der Kampfhandlungen die meisten „Wartime Games“ für Portsmouth.

### Karriereausklang nach dem Krieg (1946–1957)
Als die erste reguläre Nachkriegssaison 1946/47 startete, blieb Parker zunächst auch fester Teil der Mannschaft mit 38 Pflichtspielen, aber in der folgenden Saison 1947/48 drängte das hochveranlagte Talent Peter Harris ins Team. Harris sollte Stammspieler als Rechtsaußen werden, während Jack Froggatt auf die linke Seite auswich und somit Parker beerbte. In den Jahren zwischen 1948 und 1950 gewann Portsmouth zwei Meisterschaften in Serie und Parker als Mittdreißiger diente in der Zeit als Ersatz für Harris und Froggatt. Nachweis seiner alten Klasse war die FA-Cup-Partie Ende Januar 1950, in der Parker vier Tore zum 5:0 gegen Grimsby Town beisteuerte.
Nach letzten Pflichtspieleinsätzen in der Saison 1950/51 blieb er noch bis 1953 Teil des Kaders, bevor er die Rolle eines Scouts für Portsmouth übernahm. Zwischen Mai 1954 und 1957 arbeitete er als Trainerassistent und blieb dem Klub bis in die 1960er-Jahre hinein bei Auswahlpartien von „Ehemaligen“ treu. Er wohnte dabei noch in der Region in Cosham und zog später nach Binstead auf die Isle of Wight um. Dort verstarb er 69-jährig im Januar 1983. 2017 nahm der FC Portsmouth ihn posthum in seine klubinterne Hall of Fame auf.

## Titel/Auszeichnungen
- Englischer Pokalsieger (1): 1939